# Grieg-Begegnungsstätte
Il Grieg-Begegnungsstätte (in italiano: luogo d'incontro Edvard Grieg) è un museo biografico a Lipsia in Germania, fondato nel 2005 in memoria del compositore Edvard Grieg.

## Storia
Il 7 novembre 2005 il museo è inaugurato con una mostra permanente su l'opera e la vita di Grieg, che arrivò a Lipsia nel 1858 all'età di 15 anni per i suoi studi al conservatorio, iniziati alcuni anni prima da Felix Mendelssohn.
Il museo si trova al primo piano di un edificio storico del 1874 sulla Talstraße, a est del centro città.
In questo palazzo aveva sede l'Edition Peters, uno degli editori musicali più rinomati dell'inizio del XX secolo. Qui Grieg mantenne buoni rapporti con Max Abraham, che gli fece da mentore.  
Il punto centrale del museo è il salone della musica, dove si tengono regolarmente spettacoli musicali ed altri incontri.  
Il palazzo è un edificio storico tutelato. Sul muro esterno targhe commemorative ricordano Grieg e Abraham.

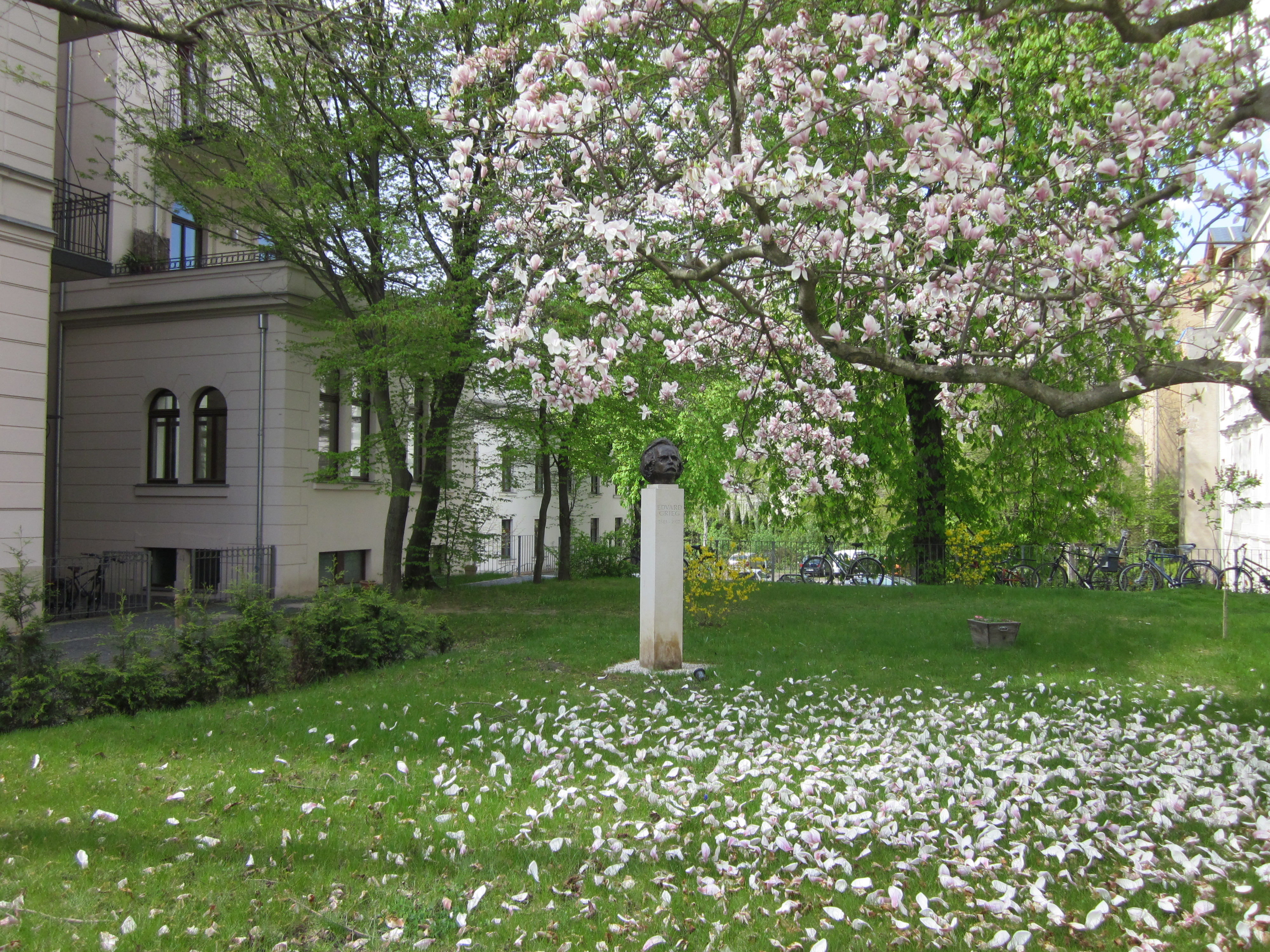
Giardino esterno alla proprietà